# Vladimír Hulec
Vladimír Hulec (* 10. března 1958 Brno) je český teatrolog a publicista, zaměřený na současné experimentální divadlo.

## Život
Absolvoval Gymnázium Pardubice a Matematicko-fyzikální fakultu Univerzity Karlovy. Amatérskému divadlu se věnoval od roku 1978, působil v souborech Huberta Krejčího a Niny Vangeli, v roce 1989 založil Alternativní scénu pohybového divadla (později Alternativní scéna Propast), jejíž představení byla založena na improvizaci a využívání neobvyklých prostor (např. performance ve sklepení pod bývalým Stalinovým pomníkem).
Vydával samizdatový časopis Pohybové divadlo, je redaktorem časopisů Divadelní noviny a Taneční zóna, píše také recenze pro denní tisk. Od roku 1991 pracuje v Divadelním ústavu. V letech 1994—2013 zastával funkci hlavního dramaturga festivalu ...příští vlna/next wave.... Také byl členem odborné rady NIPOS-ARTAMA pro amatérské činoherní divadlo a zasedal v porotě řady divadelních přehlídek (Jiráskův Hronov, Šrámkův Písek, SETKÁNÍ/ENCOUNTER a další). Rozhovory, které vedl s osobnostmi českého divadla, vyšly knižně pod názvem Skoč do propasti! (Nakladatelství Pražská scéna 2000).